# Liste der Kulturdenkmäler in Liebenscheid
In der Liste der Kulturdenkmäler in Liebenscheid sind alle Kulturdenkmäler der rheinland-pfälzischen Ortsgemeinde Liebenscheid einschließlich der Ortsteile Löhnfeld und Weißenberg aufgeführt. Grundlage ist die Denkmalliste des Landes Rheinland-Pfalz (Stand: 21. Dezember 2021).

## Einzeldenkmäler
| Bezeichnung              | Lage                                           | Baujahr                            | Beschreibung | Bild                           |
| ------------------------ | ---------------------------------------------- | ---------------------------------- | --- | ------------------------------ |
| Evangelische Pfarrkirche | Liebenscheid, Kirchgasse 10 Lage               | 1765                               | dreiachsiger Mansarddachbau, 1765 | weitere Bilder Fotos hochladen |
| Schulhaus                | Liebenscheid, Mühlstraße 3 Lage                | erste Hälfte des 19. Jahrhunderts  | ehemalige Schule; Fachwerkbau, Walmdach, wohl aus der ersten Hälfte des 19. Jahrhunderts                                                                       | Fotos hochladen                |
| Quereinhaus              | Liebenscheid, Schmalgasse 3 Lage               | erste Hälfte des 18. Jahrhunderts  | Fachwerk-Quereinhaus, teilweise verkleidet, wohl aus der ersten Hälfte des 18. Jahrhunderts, ehemaliger Niederlass gegen Ende des 19. Jahrhunderts aufgestockt | Fotos hochladen                |
| Hofanlage                | Liebenscheid, Schmalgasse 8, Schafgasse 2 Lage | 17. Jahrhundert                    | Fachwerkhaus mit Niederlass, teilweise massiv, im Kern aus dem 17. Jahrhundert, teilweise verändert; Scheune, wohl vom Anfang des 19. Jahrhunderts             | Fotos hochladen                |
| Quereinhaus              | Löhnfeld, Bergstraße 3 Lage                    | 18. Jahrhundert                    | Fachwerk-Quereinhaus, 18. Jahrhundert, Niederlass 1928 aufgestockt; Schuppenanbau, Hoffläche, umzäunter Hausgarten                                             | Fotos hochladen                |
| Dorfgemeinschaftshaus    | Weißenberg, Hauptstraße 9 Lage                 | Mitte des 18. Jahrhunderts         | ehemalige Schule und Rathaus, eventuell auch evangelischer Betsaal; Fachwerkbau, teilweise massiv, Krüppelwalmdach, Mitte des 18. Jahrhunderts                 | Fotos hochladen                |
| Brunnen                  | Weißenberg, Hauptstraße, bei Nr. 9 Lage        | zweite Hälfte des 19. Jahrhunderts | gusseiserner Laufbrunnen, zweite Hälfte des 19. Jahrhunderts                                                                                                   | weitere Bilder Fotos hochladen |
| Quereinhaus              | Weißenberg, Untere Dorfstraße 1 Lage           | 18. Jahrhundert                    | Quereinhaus, teilweise Fachwerk, wohl aus dem 18. Jahrhundert                                                                                                  | Fotos hochladen                |